# Samira Radsi
Iris Samira Radsi (* 1968 in Krefeld) ist eine deutsche Filmregisseurin.

## Leben
Samira Radsi studierte zunächst Politik und Kunstgeschichte an der Universität zu Köln. Anschließend studierte sie Filmregie an der Hamburg Media School. Nach längeren Aufenthalten in Los Angeles, wo sie sich an der University of California fortbildete, und als freie Regisseurin und Produzentin in Irland ab 2003 kam sie 2005 nach Deutschland zurück. Ihr Kinodebüt hatte sie 2011 mit Anduni – Fremde Heimat. Der Film wurde mit dem Förderpreis der DEFA-Stiftung ausgezeichnet. Radsi war unter anderem auch an der Fernsehserie Deutschland 83 beteiligt, die mit dem Grimme-Preis 2016 prämiert wurde.
Radsi organisierte mehrere Jahre den World Yoga Day (WYD) für den Raum Deutschland.

## Filmografie
- 1997: Same Old Story
- 1997: Das gelbe Trikot
- 1998: Ran an den Speck
- 2002: An té nach bhfuil láidir
- 2003: Veritas – Anatomie des Verbrechens
- 2005: Talk to Me
- 2006: Wege zum Glück (2 Episoden)
- 2006: Gute Zeiten, schlechte Zeiten (3 Episoden)
- 2008: Sturm der Liebe (23 Episoden)
- 2011: Anduni – Fremde Heimat
- 2012: Verbotene Liebe (10 Episoden)
- 2014: SOKO Wismar (4 Episoden)
- 2014: SOKO Leipzig (4 Episoden)
- 2015: Deutschland 83 (3 Episoden)
- 2015: Notruf Hafenkante (15 Episoden)
- 2015: Die Füchsin: Dunkle Fährte
- 2016: Letzte Spur Berlin (3 Episoden)
- 2016: Die Spezialisten – Im Namen der Opfer (3 Episoden)
- 2017: No Offence (1 Episode)
- 2017: Die Füchsin: Spur auf der Halde
- 2018: Ice (1 Episode)
- 2018: Tatort: Schlangengrube
- 2018: Die Protokollantin
- 2018: Tatort: Treibjagd
- 2019: Zeit der Geheimnisse (3 Episoden)
- 2025: Alpentod – Ein Bergland-Krimi: Alte Wunden (Fernsehreihe)
- 2025: Alpentod – Ein Bergland-Krimi: Gemeinsame Ziele (Fernsehreihe)